# Honkai: Star Rail
Honkai: Star Rail ist ein von miHoYo in China entwickeltes Spiel, das von Cognosphere in Singapur, auch bekannt als HoYoverse, weltweit veröffentlicht wurde. Es kombiniert Rollenspiel- und Gacha-Elemente und wurde auf Windows, mobilen Geräten und der PlayStation 5 veröffentlicht.

## Hintergrundgeschichte und Gameplay
Im Spiel übernimmt der Spieler die Kontrolle über den Hauptcharakter, im Englischen als Trailblazer bekannt, der durch verschiedene Welten reist, um Katastrophen zu bewältigen, die durch die mysteriösen „Stellaron“ verursacht wurden. Honkai: Star Rail ist das vierte Spiel in der Honkai-Serie und zeichnet sich durch die Integration von Charakteren aus Honkai Impact 3rd sowie Gameplay-Elementen aus Genshin Impact aus. Das Spiel präsentiert jedoch signifikante Anpassungen in Bezug auf Hintergrundgeschichte, Persönlichkeiten der Charaktere und Gameplay. Bemerkenswert ist, dass es das erste rundenbasierte Spiel von miHoYo ist.

## Veröffentlichung
Die erste geschlossene Beta-Testphase startete am 27. Oktober 2021, gefolgt von der internationalen Veröffentlichung am 26. April 2023, für Windows und mobile Geräte. Die PlayStation-5-Version wurde am 11. Oktober 2023 veröffentlicht.

## Beliebtheit und Auszeichnungen
Aufgrund des Erfolgs von miHoYo vorherigem Spiel, Genshin Impact, erwartete die Spielergemeinschaft die Veröffentlichung von Honkai: Star Rail. Das Spiel wurde für den Most Wanted Game Award bei den Golden Joystick Awards 2022 nominiert und gewann den Best Popularity Award der World Science Fiction Game Annual Awards. Bei den The Game Awards 2023 gewann Honkai: Star Rail zudem den Preis für das Beste Mobile Game. Bei den Golden Joystick Awards 2024 bekam das Spiel den Still Play Award – Mobile.